# Œil bleu (Albanie)
Pour les articles homonymes, voir Œil bleu.
L'Œil bleu (albanais : Syri i Kaltër) est une source d'eau située dans les municipalités de Delvinë et de Sarandë, dans le sud de l'Albanie. Elle est reconnue comme aire protégée depuis 1996 avec 180 hectares avoisinants,.